# Seegalendorfer und Neuratjensdorfer Moor
Seegalendorfer und Neuratjensdorfer Moor este o arie protejată (arie specială de conservare — SAC, sit de importanță comunitară — SCI) din Germania întinsă pe o suprafață de 68 ha, integral pe uscat.

## Localizare
Centrul sitului Seegalendorfer und Neuratjensdorfer Moor este situat la coordonatele 54°20′13″N 10°58′18″E / 54.3369°N 10.9717°E.

## Înființare
Situl Seegalendorfer und Neuratjensdorfer Moor a fost declarat sit de importanță comunitară în septembrie 2004 pentru a proteja un număr necunoscut de specii din flora spontană și fauna sălbatică aflate în arealul zonei. Situl a fost protejat și ca arie specială de conservare în ianuarie 2010.

## Biodiversitate
Situată în ecoregiunea continentală, aria protejată conține 3 habitate naturale: Lacuri eutrofice naturale cu vegetație de tip Magnopotamion sau Hydrocharition, Mlaștini turboase de tranziție și turbării mișcătoare, Mlaștini calcaroase cu Cladium mariscus și specii de Caricion davallianae.
La baza desemnării sitului se află un număr nedeclarat de specii protejate: